# Élections législatives de 1928 dans l'Hérault
 (octobre 2020).
Si vous disposez d'ouvrages ou d'articles de référence ou si vous connaissez des sites web de qualité traitant du thème abordé ici, merci de compléter l'article en donnant les références utiles à sa vérifiabilité et en les liant à la section « Notes et références ».
Les élections législatives de 1928 ont eu lieu les 22 et 29 avril 1928.

## Élus
|   | Circonscription    | Député élu              |  | Groupe parlementaire                      |
| - | ------------------ | ----------------------- |  | ----------------------------------------- |
| 1 | 1re de Béziers     | Charles Guilhaumon      |  | Républicain radical et radical-socialiste |
| 2 | 2e de Béziers      | Charles Caffort         |  | Républicain radical et radical-socialiste |
| 3 | 3e de Béziers      | Édouard Barthe          |  | Parti socialiste                          |
| 4 | Lodève             | Louis Germain-Martin    |  | Gauche radicale                           |
| 5 | 1re de Montpellier | Henri de Rodez-Bénavent |  | Députés indépendants                      |
| 6 | 2e de Montpellier  | Jean Alès               |  | Républicain radical et radical-socialiste |
| 7 | 3e de Montpellier  | Adolphe Merle           |  | Républicain radical et radical-socialiste |

## Résultats à l'échelle du département
| Partis         | Partis                                          | Premier tour | Premier tour | Deuxième tour | Deuxième tour | Sièges |
| Partis         | Partis                                          | Voix         | %            | Voix          | %             | Sièges |
| -------------- | ----------------------------------------------- | ------------ | ------------ | ------------- | ------------- | ------ |
|                | Parti républicain radical et radical-socialiste | 36 552       | 36,64        | 35 628        | 39,97         | 4      |
|                | Section française de l'Internationale ouvrière  | 35 837       | 35,93        | 30 151        | 33,82         | 1      |
|                | Parti communiste-SFIC                           | 8 738        | 8,76         | 5 085         | 5,70          | 0      |
|                | Parti républicain-socialiste                    | 6 910        | 6,93         | 4 963         | 5,57          | 0      |
|                | Droite                                          | 6 029        | 6,04         | 7 286         | 8,17          | 1      |
|                | Radicaux indépendants                           | 5 011        | 5,02         | 6 032         | 6,77          | 1      |
|                | Divers                                          | 521          | 0,52         |               |               | 0      |
|                | Républicains indépendants                       | 155          | 0,16         | 0             |               |        |
|                |                                                 |              |              |               |               |        |
| Inscrits       | Inscrits                                        | 135 268      | 100,00       | 118 722       | 100,00        | 7      |
| Votants        | Votants                                         | 102 225      | 75,57        | 91 243        | 76,85         |        |
| Abstentions    | Abstentions                                     | 33 043       | 24,43        | 27 479        | 23,15         |        |
| Blancs et nuls | Blancs et nuls                                  | 2 472        | 2,42         | 2 098         | 2,30          |        |
| Exprimés       | Exprimés                                        | 99 753       | 97,58        | 89 145        | 97,70         |        |

## Résultats par arrondissement

### Arrondissement de Béziers

#### 1recirconscription
| Candidats      | Candidats          | Étiquette      | Premier tour | Premier tour | Deuxième tour | Deuxième tour |
| Candidats      | Candidats          | Étiquette      | Voix         | %            | Voix          | %             |
| -------------- | ------------------ | -------------- | ------------ | ------------ | ------------- | ------------- |
|                | Charles Guilhaumon | PRRRS          | 6 185        | 38,73        | 8 289         | 49,37         |
|                | Léon Baylet        | SFIO           | 5 491        | 34,39        | 7 679         | 45,73         |
|                | Albert Milhaud     | PRRRS          | 2 693        | 16,86        |               |               |
|                | Joseph Railhac     | PC-SFIC        | 1 599        | 10,01        | 823           | 4,90          |
|                |                    |                |              |              |               |               |
| Inscrits       | Inscrits           | Inscrits       | 21 518       | 100,00       | 21 518        | 100,00        |
| Votants        | Votants            | Votants        | 16 238       | 75,46        | 16 921        | 78,64         |
| Abstention     | Abstention         | Abstention     | 5 280        | 24,54        | 4 597         | 21,36         |
| Blancs et nuls | Blancs et nuls     | Blancs et nuls | 270          | 1,66         | 130           | 0,77          |
| Exprimés       | Exprimés           | Exprimés       | 15 968       | 98,34        | 16 791        | 99,23         |

#### 2ecirconscription
| Candidats      | Candidats       | Étiquette      | Premier tour | Premier tour | Deuxième tour | Deuxième tour |
| Candidats      | Candidats       | Étiquette      | Voix         | %            | Voix          | %             |
| -------------- | --------------- | -------------- | ------------ | ------------ | ------------- | ------------- |
|                | Charles Caffort | PRRRS          | 9 156        | 46,94        | 10 002        | 48,75         |
|                | Jean Félix      | SFIO           | 8 137        | 41,72        | 9 250         | 45,09         |
|                | Raoul Calas     | PC-SFIC        | 2 209        | 11,33        | 1 264         | 6,16          |
|                | Divers          | Divers         | 2            | 0,01         |               |               |
|                |                 |                |              |              |               |               |
| Inscrits       | Inscrits        | Inscrits       | 26 522       | 100,00       | 26 522        | 100,00        |
| Votants        | Votants         | Votants        | 19 883       | 74,97        | 20 562        | 77,53         |
| Abstention     | Abstention      | Abstention     | 6 639        | 25,03        | 5 960         | 22,47         |
| Blancs et nuls | Blancs et nuls  | Blancs et nuls | 379          | 1,91         | 46            | 0,22          |
| Exprimés       | Exprimés        | Exprimés       | 19 504       | 98,09        | 20 516        | 99,78         |

#### 3ecirconscription
| Candidats      | Candidats      | Étiquette           | Premier tour | Premier tour |
| Candidats      | Candidats      | Étiquette           | Voix         | %            |
| -------------- | -------------- | ------------------- | ------------ | ------------ |
|                | Édouard Barthe | SFIO                | 8 553        | 71,87        |
|                | Granaud        | PRRRS               | 1 937        | 16,28        |
|                | Durandeau      | PC-SFIC             | 1 264        | 10,62        |
|                | Terrisse       | Radical indépendant | 141          | 1,18         |
|                | Divers         | Divers              | 5            | 0,04         |
|                |                |                     |              |              |
| Inscrits       | Inscrits       | Inscrits            | 16 546       | 100,00       |
| Votants        | Votants        | Votants             | 12 496       | 75,52        |
| Abstention     | Abstention     | Abstention          | 4 050        | 24,48        |
| Blancs et nuls | Blancs et nuls | Blancs et nuls      | 596          | 4,77         |
| Exprimés       | Exprimés       | Exprimés            | 11 900       | 95,23        |

### Arrondissement de Lodève
| Candidats      | Candidats            | Étiquette           | Premier tour | Premier tour | Deuxième tour | Deuxième tour |
| Candidats      | Candidats            | Étiquette           | Voix         | %            | Voix          | %             |
| -------------- | -------------------- | ------------------- | ------------ | ------------ | ------------- | ------------- |
|                | Louis Germain-Martin | Radical indépendant | 4 870        | 46,07        | 6 032         | 54,86         |
|                | Joseph Railhac       | PRS                 | 3 412        | 32,28        | 4 963         | 45,14         |
|                | Louis Paloc          | PRS                 | 1 364        | 12,90        |               |               |
|                | Parent               | Indépendant         | 514          | 4,86         |               |               |
|                | Mioch                | PC-SFIC             | 410          | 3,88         |               |               |
|                |                      |                     |              |              |               |               |
| Inscrits       | Inscrits             | Inscrits            | 13 978       | 100,00       | 13 978        | 100,00        |
| Votants        | Votants              | Votants             | 10 741       | 76,84        | 11 240        | 80,41         |
| Abstention     | Abstention           | Abstention          | 3 237        | 23,16        | 2 738         | 19,59         |
| Blancs et nuls | Blancs et nuls       | Blancs et nuls      | 171          | 1,59         | 245           | 2,18          |
| Exprimés       | Exprimés             | Exprimés            | 10 570       | 98,41        | 10 995        | 97,82         |

### Arrondissement de Montpellier

#### 1recirconscription
| Candidats      | Candidats               | Étiquette               | Premier tour | Premier tour | Deuxième tour | Deuxième tour |
| Candidats      | Candidats               | Étiquette               | Voix         | %            | Voix          | %             |
| -------------- | ----------------------- | ----------------------- | ------------ | ------------ | ------------- | ------------- |
|                | Henri de Rodez-Bénavent | Droite                  | 6 029        | 43,19        | 7 286         | 52,61         |
|                | Rouch                   | SFIO                    | 3 457        | 24,77        | 6 563         | 47,39         |
|                | Pierre Viala            | PRRRS                   | 2 773        | 19,87        |               |               |
|                | Nègre                   | PRS                     | 825          | 5,91         |               |               |
|                | Cantobre                | PC-SFIC                 | 719          | 5,15         |               |               |
|                | Bringuier               | Républicain indépendant | 155          | 1,11         |               |               |
|                |                         |                         |              |              |               |               |
| Inscrits       | Inscrits                | Inscrits                | 18 499       | 100,00       | 18 499        | 100,00        |
| Votants        | Votants                 | Votants                 | 14 232       | 76,93        | 14 655        | 79,22         |
| Abstention     | Abstention              | Abstention              | 4 267        | 23,07        | 3 844         | 20,78         |
| Blancs et nuls | Blancs et nuls          | Blancs et nuls          | 274          | 1,93         | 806           | 5,50          |
| Exprimés       | Exprimés                | Exprimés                | 13 958       | 98,07        | 13 849        | 94,50         |

#### 2ecirconscription
| Candidats      | Candidats      | Étiquette      | Premier tour | Premier tour | Deuxième tour | Deuxième tour |
| Candidats      | Candidats      | Étiquette      | Voix         | %            | Voix          | %             |
| -------------- | -------------- | -------------- | ------------ | ------------ | ------------- | ------------- |
|                | Jean Alès      | PRRRS          | 7 647        | 49,93        | 10 547        | 77,87         |
|                | Billod         | SFIO           | 5 170        | 33,76        |               |               |
|                | Guillot        | PC-SFIC        | 1 190        | 7,77         | 2 998         | 22,13         |
|                | Réginard       | PRS            | 771          | 5,03         |               |               |
|                | Roucoules      | PRS            | 459          | 3,00         |               |               |
|                | Senie          | PRS            | 79           | 0,52         |               |               |
|                |                |                |              |              |               |               |
| Inscrits       | Inscrits       | Inscrits       | 21 708       | 100,00       | 21 708        | 100,00        |
| Votants        | Votants        | Votants        | 15 882       | 73,16        | 14 270        | 65,74         |
| Abstention     | Abstention     | Abstention     | 5 826        | 26,84        | 7 438         | 34,26         |
| Blancs et nuls | Blancs et nuls | Blancs et nuls | 566          | 3,56         | 725           | 5,08          |
| Exprimés       | Exprimés       | Exprimés       | 15 316       | 96,44        | 13 545        | 94,92         |

#### 3ecirconscription
| Candidats      | Candidats      | Étiquette      | Premier tour | Premier tour | Deuxième tour | Deuxième tour |
| Candidats      | Candidats      | Étiquette      | Voix         | %            | Voix          | %             |
| -------------- | -------------- | -------------- | ------------ | ------------ | ------------- | ------------- |
|                | Adolphe Merle  | PRRRS          | 6 161        | 49,14        | 6 790         | 50,49         |
|                | Lucien Salette | SFIO           | 5 029        | 40,11        | 6 659         | 49,51         |
|                | Allias         | PC-SFIC        | 1 347        | 10,74        |               |               |
|                |                |                |              |              |               |               |
| Inscrits       | Inscrits       | Inscrits       | 16 497       | 100,00       | 16 497        | 100,00        |
| Votants        | Votants        | Votants        | 12 753       | 77,30        | 13 595        | 82,41         |
| Abstention     | Abstention     | Abstention     | 3 744        | 22,70        | 2 902         | 17,59         |
| Blancs et nuls | Blancs et nuls | Blancs et nuls | 216          | 1,69         | 146           | 1,07          |
| Exprimés       | Exprimés       | Exprimés       | 12 537       | 98,31        | 13 449        | 98,93         |